# Rezerwat przyrody Sosny
Rezerwat przyrody Sosny – leśny rezerwat przyrody położony na terenie gminy wiejskiej Człuchów w województwie pomorskim. Został utworzony w 1984 roku. Powierzchnia rezerwatu wynosi 1,55 ha (akt powołujący podawał 1,49 ha).
Celem ochrony w rezerwacie jest zachowanie cennego ekosystemu leśnego wraz z jego charakterystycznymi biocenozami oraz populacjami cennych gatunków roślin, grzybów i zwierząt. Rezerwat chroni niewielki fragment lasu świeżego, w którego drzewostanie dominuje buk. Rosną tu okazałe, ponad 170-letnie osobniki sosny pospolitej, a także buki i dęby o niemal pomnikowych rozmiarach. W runie występuje m.in. rzadko spotykana w tym regionie kokoryczka okółkowa.
Najbliższą miejscowością jest Sieroczyn.